# Пердика (диадох)
Вижте пояснителната страница за други личности с името Пердика.
Пердика (на гръцки: Περδίκκας) е пълководец на Александър Велики. След смъртта на Александър (323 г. пр. Хр.) диадох и регент на царството. Александър му предал на смъртното си ложе своя пръстен с печат.

## Биография
Пердика е син на Оронт от царската фамилия на македонската провинция Орестида в Горна Македония.
Започва военната си кариера при цар Филип II Македонски, на когото служи като телохранител. През 336 г. пр. Хр. е един от тримата охранители, които убиват Павзаний, убиеца на Филип. Като пълководец се бие през 335 г. пр. Хр. против илирийците, отличава се същата година при завладяването на Тива, където е тежко ранен.
В азиатския поход на Александър Велики той е предводител на фаланга и участва във всички битки. В битката при Гавгамела през 331 г. пр. Хр. е отново ранен.
През 331 г. пр. Хр. той завладява стратегически важния планински проход при Ясудж. Става един от телохранителите на Александър и предводител на коннически отряд. На масовата сватба в Суза през 324 г. пр. Хр. той се жени за дъщерята на Атропат, сатрапа на Медия. След неочакваната смърт на Хефестион Пердика заема поста му като хилиарх и предводител на хетайрийската конница
На смъртното си ложе във Вавилония Александър му предал своя пръстен с печат с желанието да поеме, като „най-силен“, господството на царството.
Като регент той решава и дава: Египет на Птолемей, Кария на Асандър, хелеспонтска Фригия на Леонат, Медия на Питон, Тракия на Лизимах и Кападокия, която още не е завладяна, на Евмен. Антипатър и преди всичко Антигон Монофталм трябва да управляват по-нататък дадените им още от Александър провинции.
Той отхвърля плановете на Александър да завладее Индия и се съгласява с плановете на Роксана да убие съперничките си Статира и нейната сестра Дрипетида.
През 320 г. пр. Хр. тръгва с войската си през Дамаск към Египет. Не успява да пресече Нил и една нощ е убит от пълководците Питон, Антигон и Селевк.
По-голям брат е на Алкет и Аталанта, омъжена за Атал.
Женен е от 323 г. пр. Хр. за Никея, дъщеря на Антипатър, преди Олимпиада да му предложи женитба с дъщеря си Клеопатра, сестра на Александър Велики.